# Crawford megye (Kansas)
Crawford megye az Amerikai Egyesült Államokban, azon belül Kansas államban található. Megyeszékhelye Girard, legnagyobb városa Pittsburg. Lakosainak száma 38 972 fő (2020. április 1.). Crawford megye Bourbon, Cherokee, Neosho, Labette, Jasper, Barton és Vernon megyékkel határos.

## Népesség
A megye népességének változása:
| Lakosok száma | 39 191 | 39 159 | 39 314 | 39 278 | 39 217 | 38 972 |
|               | 2010   | 2011   | 2012   | 2013   | 2015   | 2020   |